# Плазибат, Стипе
Стипе Плазибат (хорв. Stipe Plazibat, [stǐːpe plǎzibat], род. 31 августа 1989, Сплит, Хорватия) — хорватский футболист, выступавший на позиции нападающего.

## Карьера

### ФК Гифу
8 августа 2013 года Плазибат подписал контракт с командой Второго дивизиона Джей-лиги «Гифу». Он дебютировал 18 августа на 85-й минуте против футбольного клуба «Мито Холлихок». 1 сентября он забил свой первый гол за «Гифу» на 82-й минуте в матче с «Токио Верди». 11 июля 2014 года было объявлено, что Плазибат покинул клуб.

### В-Варен Нагасаки
15 июля 2014 года Плазибат подписал контракт с другой командой Второго дивизиона Джей-лиги В-Варен Нагасаки.

### Хоуган Юнайтед
30 января 2016 года Плазибат подписал контракт с сингапурским клубом Хоуган Юнайтед после впечатляющих 2 пробных матчей с 3 голами и 2 голевыми передачами. Он забил свой первый гол за команду во время дебюта в чемпионате Сингапура, завоевав первые 3 очка в сезоне. Пятый гол Плазибата в 5 играх вывел «Хоуган» на вершину таблицы после 5-го тура чемпионата Сингапура. В общей сложности он забил 16 голов в 24 играх чемпионата, прежде чем перейти в Хоум Юнайтед.

### Хоум Юнайтед
После того, как его контракт не был продлен, Плазибат перешел в Хоум Юнайтед.
Впервые он отличился за клуб в отборочном раунде Кубка АФК забив Пномпень Краун, а также забил 4 гола в своем дебютном матче чемпионата Сингапура 2017 года за Хоум Юнайтед. Он продолжил свою впечатляющую форму в начале сезона, забив ещё 2 гола в ворота Бруней ДПММ, отличившись 6 раз в 2 играх. Он забил свой 7-й гол за «Хоум» в игре против Альбирекс Ниигата Сингапур.
Он продолжил забивать голы в составе «Защитников» в матче Кубка АФК против «Куангнинь», забив 4 гола и помог своей команде одержать победу со счетом 5:4 во Вьетнаме. Таким образом, его общее количество забитых мячей во всех соревнованиях достигло 11 голов в 8 матчах за свой новый клуб. Он продолжил свою прекрасную голевую форму, отметившись дублем в дерби мундиаля против «Уорриорс», что помогло его команде добиться ничьей 2:2. Таким образом, он забил 10 голов всего за 5 матчей в лиге. Этот сезон оказался продуктивным для Плазибата: он забил 38 голов и отдал 14 голевых передач во всех соревнованиях за «Хоум».

### Бангкок Гласс
Плазибат присоединился к «Бангкок Гласс» в январе 2018 года, покинул клуб в июне того же года. Всего он забил 3 мяча в 9 играх. В августе 2018 года он был на недельном просмотре в шотландском клубе «Данди», забив гол в товарищеском матче против «Фалкирка».

### Возвращение в «Солин»
В сентябре 2018 года Плазибат вернулся в «Солин» после того, как не смог заключить контракт с «Данди», несмотря на забитый гол и результативную передачу в пробной игре. 21 сентября 2018 года он дебютировал во второй раз в качестве запасного игрока в матче против «Шибеника» (3:2).

### Возвращение в «Хоуган Юнайтед»
26 декабря 2018 года Плазибат вернулся в «Хоуган Юнайтед», подписав контракт до конца 2019 года. Плазибат сыграл 51 матч и забил 25 голов во всех соревнованиях за 2 сезона, приведя команду к рекордному в её истории третьему месту, и его контракт с «Хоуганом» был продлен ещё на один сезон.
Плазибат сделал свой первый хет-трик в чемпионате Сингапура по футболу в 2020 году в матче против «Янг Лайонс», в результате чего его клуб выиграл со счетом 4:1.

### Лайон Сити Сейлорс
4 сентября 2020 года было объявлено, что клуб «Лайон Сити Сейлорс» подписал с ним контракт на оставшуюся часть сезона 2020 и 2021 годов в качестве замены Энди Пенгелли, который покинул клуб в середине сезона.

## Остальное

### Отборочная команда Сингапура
Он был выбран в отборочный состав Сингапура на Кубок Султана Селангора, который состоялся 6 мая 2017 года.
Однако из-за травмы, полученной в матче чемпионата Сингапура по футболу, он был вынужден покинуть состав.

## Достижения
- Лучший бомбардир чемпионата Сингапура по футболу: 2020 (14 голов)